# Kiseltetrafluorid
Kiseltetrafluorid är en kemisk förening av kisel och fluor med formeln SiF4.

## Egenskaper
Kiseltetrafluorid är en giftig och frätande gas. Den har ett anmärkningsvärt litet temperaturområde där den är flytande; Det skiljer bara 8 °C mellan smältpunkt och kokpunkt.

## Framställning
Kiseltetrafluorid framställs vanligen genom att lösa upp kalciumfluorid (fluorit) och sand (kiseldioxid) i koncentrerad svavelsyra.
1.  {\displaystyle {\rm {CaF_{2}+H_{2}SO_{4}\rightarrow CaSO_{4}+2\ HF}}}
2.  {\displaystyle {\rm {SiO_{2}+4\ HF\rightarrow SiF_{4}+2\ H_{2}O}}}
Ett överskott av syra förhindrar att kiseltetrafluoriden hydrolyseras.
Kiseltetrafluorid bildas också som en oönskad biprodukt vid utvinning av fosfor ur mineralet fluorapatit (Ca5(PO4)3F).